# Stazione di San Benedetto Val di Sambro-Castiglione dei Pepoli
La stazione di San Benedetto Val di Sambro-Castiglione dei Pepoli (comunemente abbreviata San Benedetto Sambro-Castiglione P. o San Benedetto SCP o San Benedetto V.S.) è una stazione ferroviaria ubicata sulla linea Bologna–Firenze. Si trova nel comune di San Benedetto Val di Sambro; dista 10 km da San Benedetto e 15 km da Castiglione dei Pepoli, servendo ambedue i comuni.

## Storia
La stazione è stata aperta assieme alla Direttissima Bologna-Firenze nel 1934.
Durante gli anni di piombo, lo scalo fu "teatro" di due attentati terroristici. Il 4 agosto 1974 una bomba esplose sull'espresso Italicus proveniente da Roma e diretto a Monaco di Baviera provocando la morte di dodici persone e ferendone quarantaquattro. Dieci anni dopo, il 23 dicembre 1984 un altro ordigno esplose sul rapido 904 Napoli-Milano, mentre passava sotto la Grande Galleria dell'Appennino. Il bilancio di questa tragedia fu di 16 morti e 267 feriti. Simone Sarasso, autore del romanzo Settanta, fa riferimento all'attentato nel libro stesso al capitolo cinque, paragrafo quattro, capitolo dedicato proprio al 1974.

## Strutture ed impianti
L'impianto dispone di tre binari per il servizio passeggeri, coperti da pensilina e serviti da un sottopassaggio. Nel piazzale è presente un altro binario utilizzato per le precedenze. Nella stazione sono presenti tabelloni che indicano in tempo reale i treni in partenza, in arrivo e i ritardi. Fermano tutti i treni regionali in servizio sulla linea. È l'ultima stazione in Emilia-Romagna (o la prima provenendo dalla Toscana) a poche centinaia di metri dall'ingresso nord della Grande Galleria dell'Appennino.
Sono inoltre presenti un'edicola, biglietteria automatica, un bar, il posto di Polizia Ferroviaria e dal 2010 è stato istituito il posteggio Taxi attivo 24 ore con recapiti in loco.

## Movimento
La fermata è servita da treni regionali svolti da Trenitalia Tper nell'ambito del contratto di servizio stipulato con la regione Emilia-Romagna e da Trenitalia nell'ambito del contratto di servizio con la regione Toscana.
La fermata è il capolinea sud dei treni della relazione Bologna Centrale - San Benedetto Sambro-Castiglione Pepoli, in servizio sulla linea S1 del servizio ferroviario metropolitano di Bologna.
A novembre 2019, la stazione risultava frequentata da un traffico giornaliero medio di circa 1038 persone (485 saliti + 553 discesi).

## Servizi
La stazione è classificata da RFI nella categoria silver.
La stazione dispone di:
- Biglietteria automatica
- Parcheggio di scambio
- Sottopassaggio
- Edicola
- Bar
- Servizi igienici
- Posto di Polizia Ferroviaria
- Taxi[3]

## Interscambi
- Fermata autolinee TPER. Linee:
  - 826 Bologna-Castiglione-San Giacomo
  - 856 Bologna-San Benedetto Val di Sambro-Castel Dell'Alpi-Pian del Voglio
  - 828 (Stazione)-Sparvo-Castiglione
  - 825 Stazione di Grizzana-Castiglione-ENEA Centro Ricerche Brasimone